# ایساک دونکور (بازیکن فوتبال، زاده ۱۹۹۵)
ایساک دونکور (به انگلیسی: Isaac Donkor) متولد ۱۵ اوت ۱۹۹۵ در غنا است. او تاکنون در تیم‌های اینتر میلان و سالزبورگ بازی کرده‌است.